# Corymbia henryi

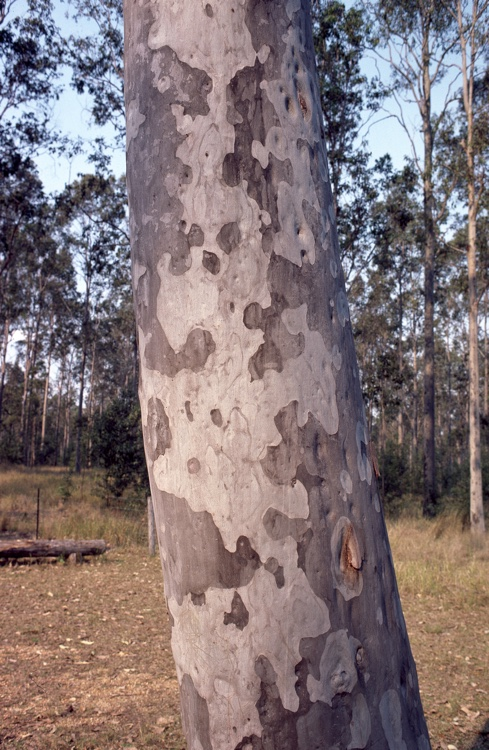
Casca.

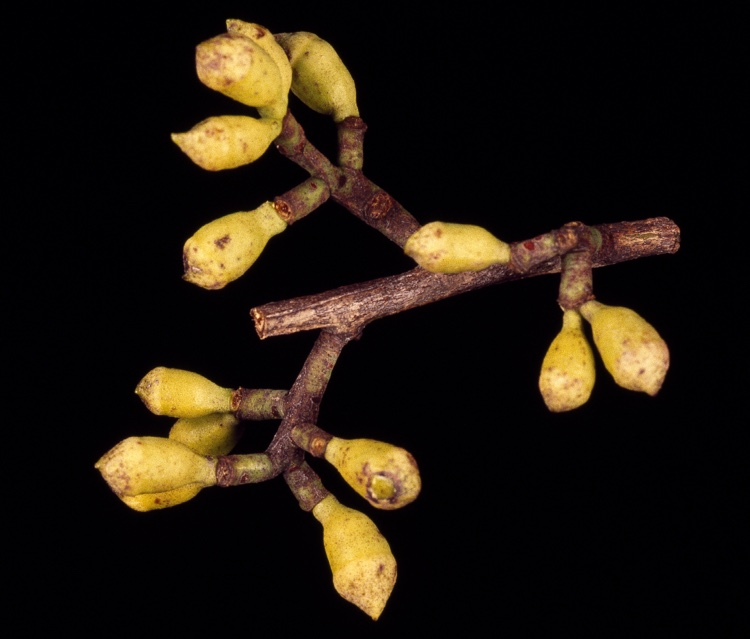
Gomos florais.

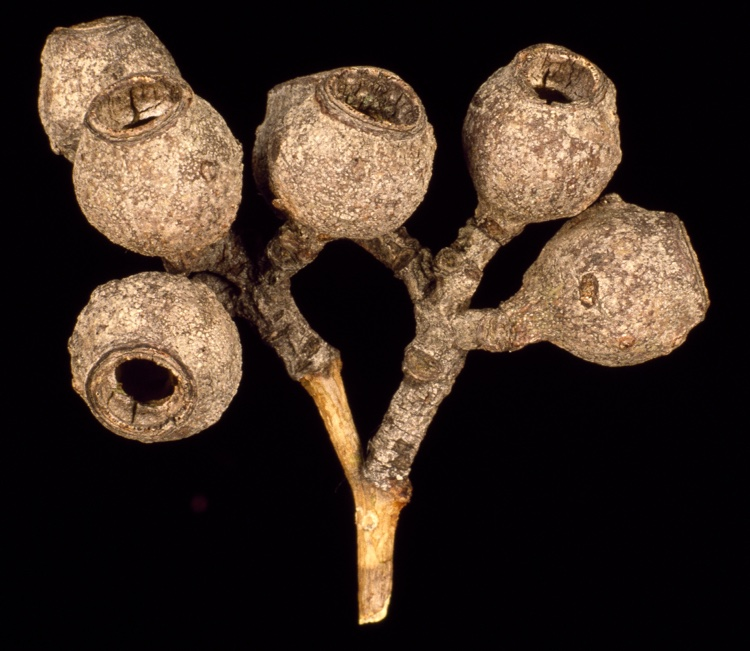
Fruto.

Corymbia henryi é uma espécie de árvore de pequeno a médio porte endêmica do nordeste da Austrália. Ela possui casca lisa e manchada, folhas adultas em forma de lança, botões florais agrupados em trios, flores brancas ou amarelo-limão e frutos em formato de barril a urna.

## Descrição
A Corymbia henryi é uma árvore que geralmente atinge 25-30 m de altura e desenvolve um lignotúber. Sua casca é lisa, exibindo manchas em tons de cinza, creme e rosa. As plantas jovens e os brotos de talhadia apresentam folhas largas, variando de ovais a lanceoladas, com 80-250 mm de comprimento e 40-100 mm de largura. As folhas adultas, brilhantes e verdes em ambos os lados, têm formato de lança, medindo 110-280 mm de comprimento por 22-45 mm de largura, e se conectam a um pecíolo de 15-30 mm de comprimento. Os gomos florais surgem nas extremidades dos ramos em um pedúnculo ramificado de 5-10 mm de comprimento, com cada ramo carregando três gomos em pedicelos de 2-7 mm de extensão. Os gomos maduros, de formato oval a periforme, medem 12-13 mm de comprimento e 6-8 mm de largura, com uma caliptra cônica e bicuda. A floração ocorre em janeiro, abril e novembro, produzindo flores brancas ou amarelo-limão. O fruto é uma cápsula lenhosa, em formato de barril ou urna, com 9-15 mm de comprimento e 9-16 mm de largura, contendo válvulas internas.
Essa espécie se assemelha a algumas formas da Corymbia citriodora, mas diferencia-se por não possuir óleos com aroma de limão e por apresentar folhas, gomos florais e frutos maiores.

## Taxonomia e nomeação
A Corymbia henryi foi descrita formalmente em 1977 por Stanley Thatcher Blake [en] na revista Austrobaileya [en], sob o nome Eucalyptus henryi. Blake coletou os espécimes-tipo perto de Stafford [en], em Queensland, em 1956. Em 1995, Ken Hill [en] e Lawrence Alexander Sidney Johnson renomearam a espécie como Corymbia henryi. O epíteto específico (henryi) homenageia "Sr. N. Henry, do Departamento de Silvicultura de Queensland".

## Distribuição e habitat
A Corymbia henryi cresce em florestas, geralmente em terrenos planos ou levemente inclinados, desde a região próxima a Brisbane e Toowoomba, em Queensland, até perto de Glenreagh [en], em Nova Gales do Sul.